# Shimabara, Nagasaki
Shimabara (島原市 Shimabara-shi) là một thành phố thuộc tỉnh Nagasaki, Nhật Bản. Thành phố nằm ở mũi phía tay-bắc của bán đảo Shimabara nhìn ra vịnh Ariake ở phía đông và núi Unzen (gồm cả Fugendake) ở phía tây.

## Thư viện ảnh

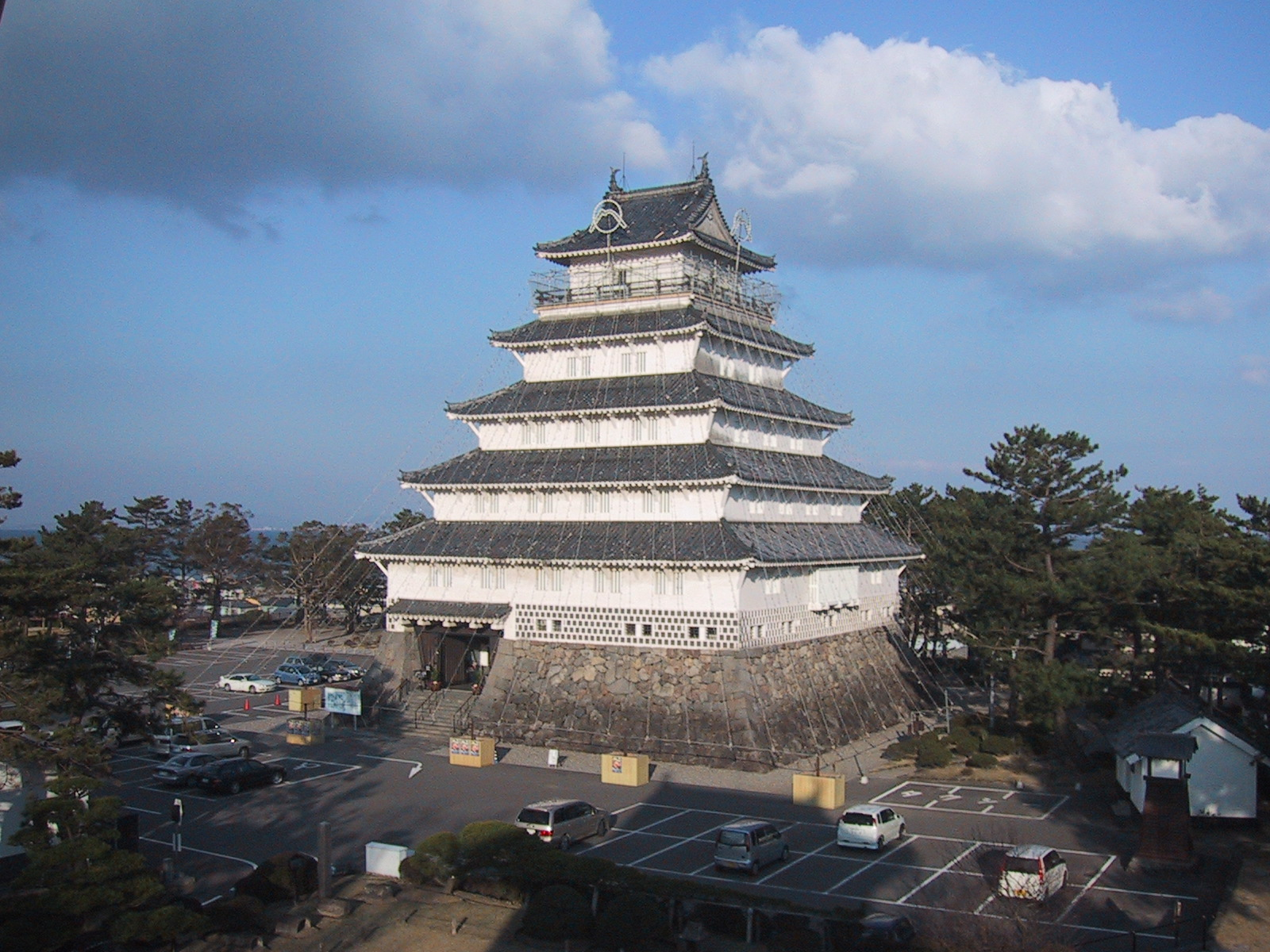
Thành Shimabara.
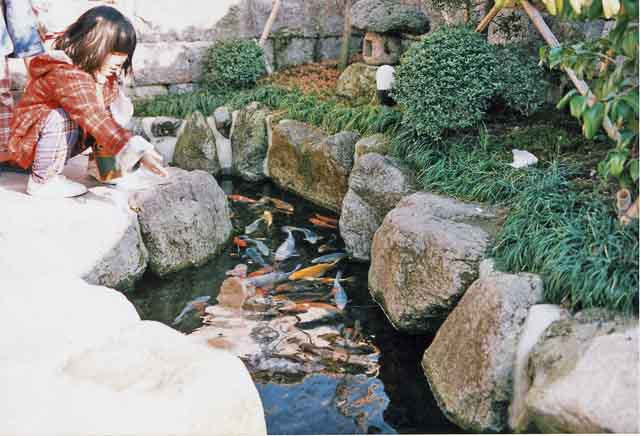
Feeding carp (nishikigoi) along the streets of Shimabara.